# Cherveix-Cubas
Cherveix-Cubas (trong tiếng Occitan Charves e Cubas) là một xã của Pháp, nằm ở tỉnh Dordogne trong vùng Aquitaine của Pháp. Xã này có diện tích 14,96 km2, dân số năm 2006 là 620 người. Xã nằm ở khu vực có độ cao trung bình 150 m trên mực nước biển.

## Thông tin nhân khẩu
| Năm    | 1962 | 1968 | 1975 | 1982 | 1990 | 1999 | 2006 |
| ------ | ---- | ---- | ---- | ---- | ---- | ---- | ---- |
| Dân số | 796  | 712  | 712  | 665  | 590  | 600  | 620  |